# 박현서 (인터넷 방송인)
박현서(1988년 8월 27일 ~ )는 아프리카TV BJ이다. 부산광역시에서 태어났으며 부산대학교 미술대학 조소과를 졸업했다. 방송은 매일 밤 10시 30분에 시작하고 과거 세이클럽, 판도라TV를 방송했으며 2007년 료코라는 별명으로 아프리카TV로 옮겨 지금까지 보이는 라디오 컨셉으로 진행한다. 2016년 5월 29일 박현서의 아프리카TV 방송국에 등록된 애청자는 약 28만 명, 팬클럽 등록자는 4만 명가량이다.

## 인터넷 방송

### 아프리카TV로 오기까지
어린 시절 라디오, 세이클럽 음악방송을 즐겨 들었는데 인터넷 라디오는 공중파 라디오에선 못 느낀 친밀감을 줄 수 있어 좋아했다. 이후 중학교 2학년 때 좋아하는 남자가 세이클럽에서 방송하는 것을 듣다 호감이 생겨 나이를 속여 면접을 봤고 합격해 세이클럽에서 윈앰프을 이용한 방송을 시작했다. 1~2년 하다 판도라TV로 옮겨 월급 받으며 활동했다.
그러다 대학진학에 실패해 친구가 학교에 가면 아무것도 못 할 때 우연히 아프리카TV를 알게 됐고 보이는 라디오가 재밌어 보여 2007년 ‘료코’란 별명으로 시작했는데. 초창기 시청자가 100~300명 정도였고 소모임을 자주 갖는 등 가족 같은 분위기가 강해 스토킹을 당하기도 했다. 방송 시작 한 달 뒤 베스트 BJ로 선정됐지만 입시 준비를 위해 방송을 접고 1년 뒤 복귀했지만 적응이 힘들었다고 한다.

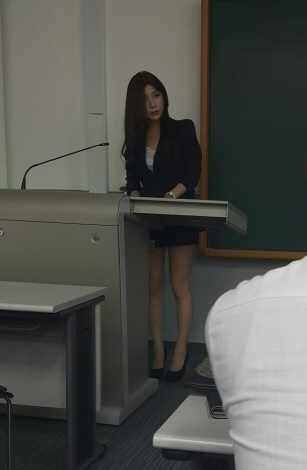
2015년 9월 13일 재학 중인 부산대에서 강연 중인 모습

### 특징
방송은 매일 밤 10시 30분에 시작하며 3시간 정도 한다. 과거 신청곡만 틀며 별 활동 안했지만 아프리카TV로 오면서 ‘우리들이 있었다’ 코너를 진행하며 자신이 본 영화 리뷰나 책, 에세이를 읽어주고 사연을 편지나 메일로 받아 틀어주면서 채팅방으로 소통하는데 BJ 매니저가 채팅창과 블랙리스트 관리 등 여러 일을 한다.

## 학력
어린 시절 미술을 좋아해 고등학교 3학년 때 디자인과에 가고자 이력서를 제출했지만, 다 떨어져 경쟁이 낮을 것 같은 조소과를 택했다. 입시준비를 하기 위해 23살에 홍대 앞에서 자취도 하는 등 힘들었지만 준비하면서 조소에 흥미가 커졌으며 이후 삼수 끝에 2011년 부산대학교에 입학했다. 방송과 학업을 병행하면서 바빠 다른 활동은 거의 못했고 이후 2016년 2월 26일 졸업했다.

## 참여 작품
| 연도 | 방송사  | 제목                | 편       | 역할     | 출처   |
| ---- | ------- | ------------------- | -------- | -------- | ------ |
| 2014 | ONT     | 《굿 라이프》       | 1        | 내레이션 | [ 13 ] |
| 2015 | ONT     | 《굿 라이프》       | 2        | 내레이션 | [ 14 ] |
| 2015 | ONT     | 《굿 라이프》       | 3        | 내레이션 | [ 15 ] |
| 2016 | ONT     | 《굿 라이프》       | 4        | 내레이션 | [ 16 ] |
| 2016 | ONT     | 《굿 라이프》       | 5        | 내레이션 | [ 17 ] |
| 2017 | 부산MBC | 《아재토크 맛수다》 | -        | 내레이션 | [ 18 ] |
| 2017 | ONT     | 《배낭의 민족》     | 스리랑카 | -        | [ 19 ] |

## 수상

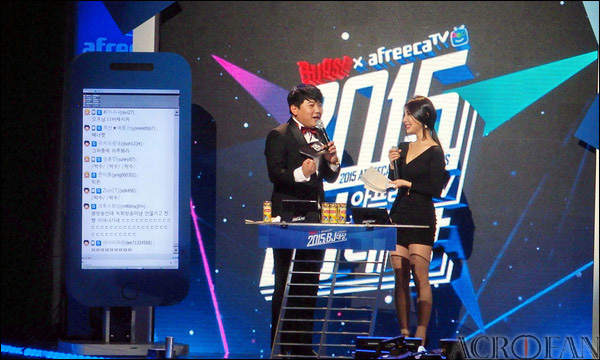
2015 아프리카TV BJ대상 시상식 진행하는 모습

2013년 최우수상을 받자 실시간 검색어에 올랐고 SNS에 올린 사진도 주목받았으며 여러 인터뷰를 했고, 광고 제의가 오기 시작했다고 밝혔다. 이후 2014년 대표 BJ 50에 선정됐고 2015년 수상 못 했지만 시상식 진행을 했다.
| 연도 | 상 이름                | 부문       | 결과 | 출처   |
| ---- | ---------------------- | ---------- | ---- | ------ |
| 2013 | 아프리카TV 방송대상    | 토크       | 수상 | [ 22 ] |
| 2014 | 아프리카TV BJ FESTIVAL | 대표 BJ 50 | 선정 | [ 23 ] |

## 같이 보기
- 김이브님
- 윰댕
- 최군

### 참고 문헌
- 일간스포츠 (2014년 2월 5일). “BJ 박현서, 기자들 탓에 한숨 쉰 사연②”. 《일간스포츠》. 2017년 2월 22일에 원본 문서에서 보존된 문서. 2017년 2월 22일에 확인함.
- 일간스포츠 (2014년 2월 5일). “BJ 박현서 ”아~ 남친 만들기 어려워!” ④”. 《일간스포츠》. 2017년 2월 22일에 원본 문서에서 보존된 문서. 2017년 2월 22일에 확인함.
- 일간스포츠 (2014년 2월 6일). “BJ 박현서 “인기관리 때문에 여행도 못가”⑤”. 《일간스포츠》. 2017년 2월 22일에 원본 문서에서 보존된 문서. 2017년 2월 22일에 확인함.
- 조소희 기자 (2015년 7월 17일). “'국민 MC' 유재석은 몰라도 '국민 BJ' 박현서는 안다”. 《부산일보》. 2016년 5월 29일에 원본 문서에서 보존된 문서. 2016년 5월 29일에 확인함.